# Robin (Bassie en Adriaan)

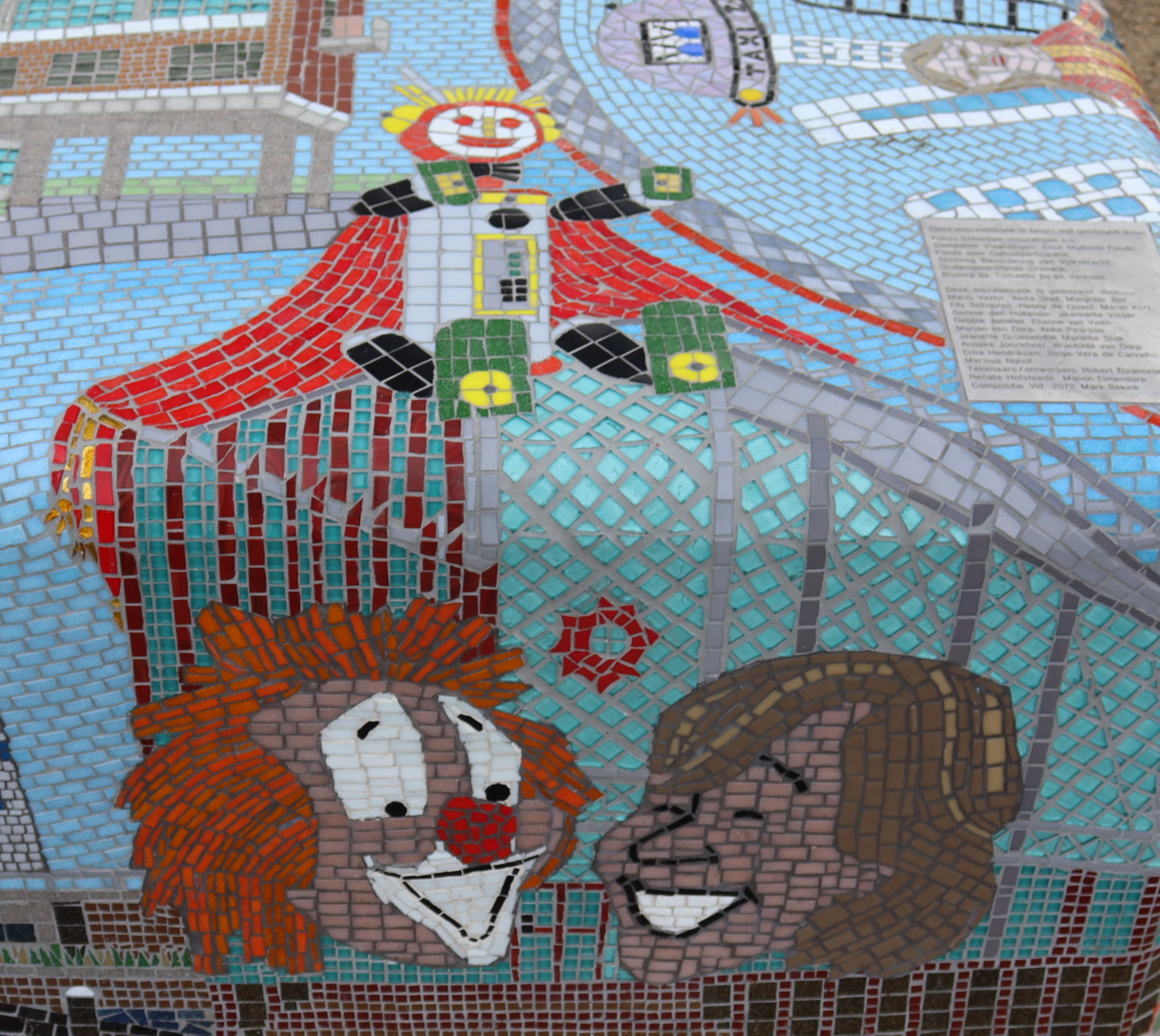
Robin, Bassie en Adriaan in het mozaïek De Canon van Vlaardingen

Robin de robot is een personage uit de televisieseries van Bassie en Adriaan. Het robotfiguurtje vormde een aantal series lang een soort derde hoofdpersoon. Zijn stem werd ingesproken door Guus Verstraete jr. en later door Ina van Toor.
Robin komt voor het eerst voor in de serie Bassie & Adriaan: De Huilende Professor. Bassie probeert hierin van een kapotte radio en wekker een wekkerradio te knutselen, maar maakt per ongeluk een zelfbewuste robot. Robins lichaam bestaat daarom uit een cilindervormige radio, en zijn hoofd uit een wekker. Robins armen en benen worden kort daarna toegevoegd door Adriaan - deze kan de robot zelf bewegen: zo kan hij een fles olijfolie vasthouden en kan het toetsenbord van een computer bedienen. Lopen kan hij echter niet. Robin blijkt al snel een grappenmaker, wat weleens tot kibbelpartijen met Bassie leidt.
Dat Robin zowel een wekker als een radio bevat blijkt cruciaal te zijn. Robin kan daarmee alles horen op de radio. Zodoende is hij op de hoogte van het laatste nieuws, en kan hij radiocontacten tussen boeven afluisteren. In Bassie & Adriaan: De Huilende Professor blijkt Robin zeer geschikt voor het afluisteren van de geheime boodschappen van Professor Chagrijn en heeft hij het ook direct in de gaten als zich ergens afluisterapparatuur bevindt. Ook kan Robin de tijd tot op de seconde bijhouden. Deze noemde hij op dezelfde manier als de stem die men aan de telefoon hoorde bij het bellen van 0900-8002(voorheen 06-8002), eerst de uren, dan de minuten en ten slotte de seconden. Later blijkt hij ook handig te zijn met computers. Robin loopt echter op batterijen, en verliest het bewustzijn zodra deze leeg raken. Ze moeten dan zo snel mogelijk worden vervangen door Bassie en/of Adriaan. Ook kan hij niet goed tegen water.
De laatste serie waarin Robin verscheen was Bassie & Adriaan: De Verzonken Stad, waarin hij nog maar een bijrol had. Terwijl Bassie en Adriaan op vakantie zijn in Griekenland logeert Robin bij Danny Verbiest in België. In deze serie houdt Robin zich vooral bezig met het ontcijferen van de tekens op de oude steen die Bassie en Adriaan gevonden hebben. In de daaropvolgende series keerde Robin niet meer terug, zonder dat duidelijk werd gemaakt waar hij gebleven was.
"Toen ik een jaar of 50 was vond ik het niet meer staan om met een robot op mijn arm te lopen en dat is de reden dat ik Robin heb uitgeschreven" aldus Aad van Toor.
In de film Keet & Koen en de Speurtocht naar Bassie & Adriaan kreeg Robin ook een rol. Hier raakte hij bevriend met de hoofdpersonen Keet (het nichtje van Bassie en Adriaan) en Koen. In deze film staat Robin in een vitrinekast maar wordt echter door een van de boeven uit de film voorzien van een spionerende chip waarmee hij het voor de boeven opneemt, in plaats van Keet en Koen. Uiteindelijk kan een tante van Koen deze chip onschadelijk maken. Ook blijkt Robin in deze serie voorzien te zijn van GPS om de locatie te bepalen. Wel is hij een stuk minder mondig tegen Keet en Koen dan tegen Bassie en Adriaan in de voorgaande series.

## Trivia
- 'Robin de robot' (vertolkt door Albert Willekens) is de eigennaam van een Vlaamse sf-serie voor de jeugd met wekelijkse episodes van 15 minuten uitgezonden vanaf 5 november 1975 op de BRT. Professor Fax was de maker van het titelpersonage en werd gespeeld door de toen in Vlaanderen al twintig en in Nederland een tiental jaar welbekende Jan Reusens.[1][2] Elke naamgelijkenis met Robby the Robot, een alliteratie oorspronkelijk uit de film Forbidden Planet van 1956, zou op louter toeval kunnen berust hebben.[3]
- Een duidelijkere oorsprong voor de naam en het figuur is te vinden in het AVRO-kinderprogramma Stuif es in, waar in de uitzending van 6 oktober 1979 vaste presentatrice Ria Bremer werd bijgestaan door een figuurtje genaamd 'Robbie de Robot'.[4]
- In de oorspronkelijke versie van De Huilende Professor werd Robins stem ingesproken door regisseur Guus Verstraete jr., die een piepstem opzette. In de latere series werd de stem gedaan door Ina van Toor, de vrouw van Aad, om vervolgens digitaal bewerkt te worden tot een robotachtige stem. Later heeft Ina van Toor ook Robins stem voor de eerste serie opnieuw ingesproken. In de eerste serie sprak Robin soms nog in telegramstijl, en zei hij als Robot regelmatig "Bliep." In de latere series praatte Robin volwaardig Nederlands.
- In het hoorspel Bassie en Adriaan op schattenjacht werd de stem van Robin door Aad van Toor zelf gedaan.
- In 2008 verscheen er een zomercommercial van OHRA waarin Bassie op de camping aangetroffen wordt. Robin heeft in de reclame ook een cameo: hij zit op de stoel naast die van Bassie.
- in 2012 speelde Robin mee in een Honda-reclame in een caravanscène met Bassie & Adriaan.
- In de laatste serie werd Robin opvallend veel groter. De verklaring is dat hij zou zijn gegroeid omdat Danny Verbiest zo goed kookt. Een dubbel onwaarschijnlijke verklaring, want een robot kan eten noch groeien.
- Hoewel Robin voorkwam in Bassie en Adriaan en de Huilende Professor (1982), wordt hij door Adriaan opnieuw aan de kijker voorgesteld in Bassie en Adriaan en het Geheim van de Schatkaart (1987), mogelijk omdat er een reeks korte afleveringen tussendoor is opgenomen voor de BRT waarin Robin niet voorkwam.
- In Bassie en Adriaan en de Verdwenen Kroon klinkt Robins stem hoger dan in het Geheim van de Schatkaart, in het begin van aflevering 1 van de Verdwenen Kroon wordt Robin door Adriaan opgeknapt en opnieuw geverfd.